# Rob Krier
Rob Krier (Luxemburgo, 10 de junio de 1938 - 20 de noviembre de 2023) fue un escultor, arquitecto, urbanista y teórico luxemburgués. Fue profesor de arquitectura en la Universidad Técnica de Viena, Austria. Desde 1993 hasta mediados de la década de 2010 trabajó con el arquitecto Christoph Kohl, en estudio conjunto con sede en Berlín, Alemania.
Era el hermano mayor del también arquitecto Léon Krier. Ambos fueron conocidos representantes del Nuevo Urbanismo y de la Nueva Arquitectura Clásica. 

## Obra

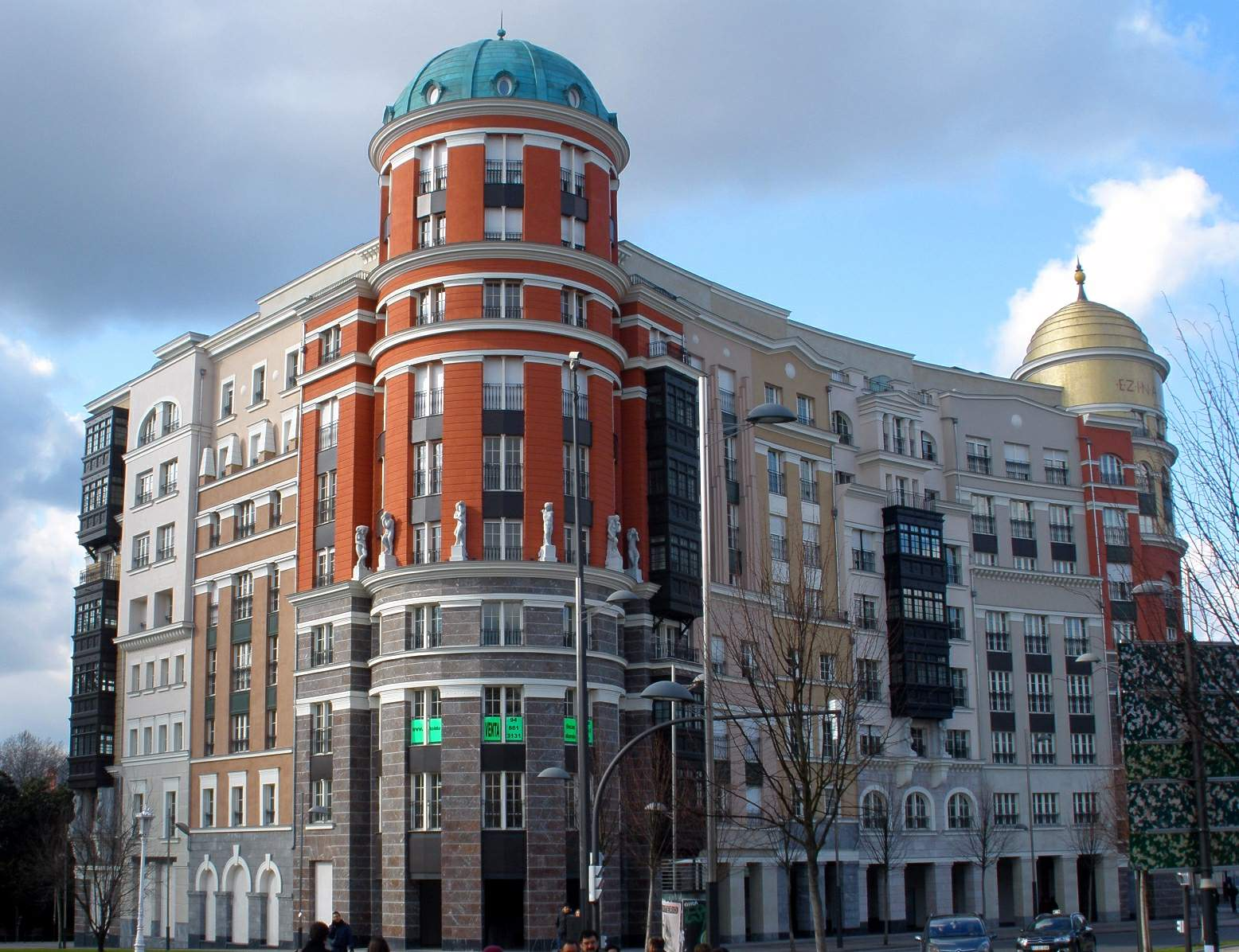
Edificio Artklass en Bilbao, España

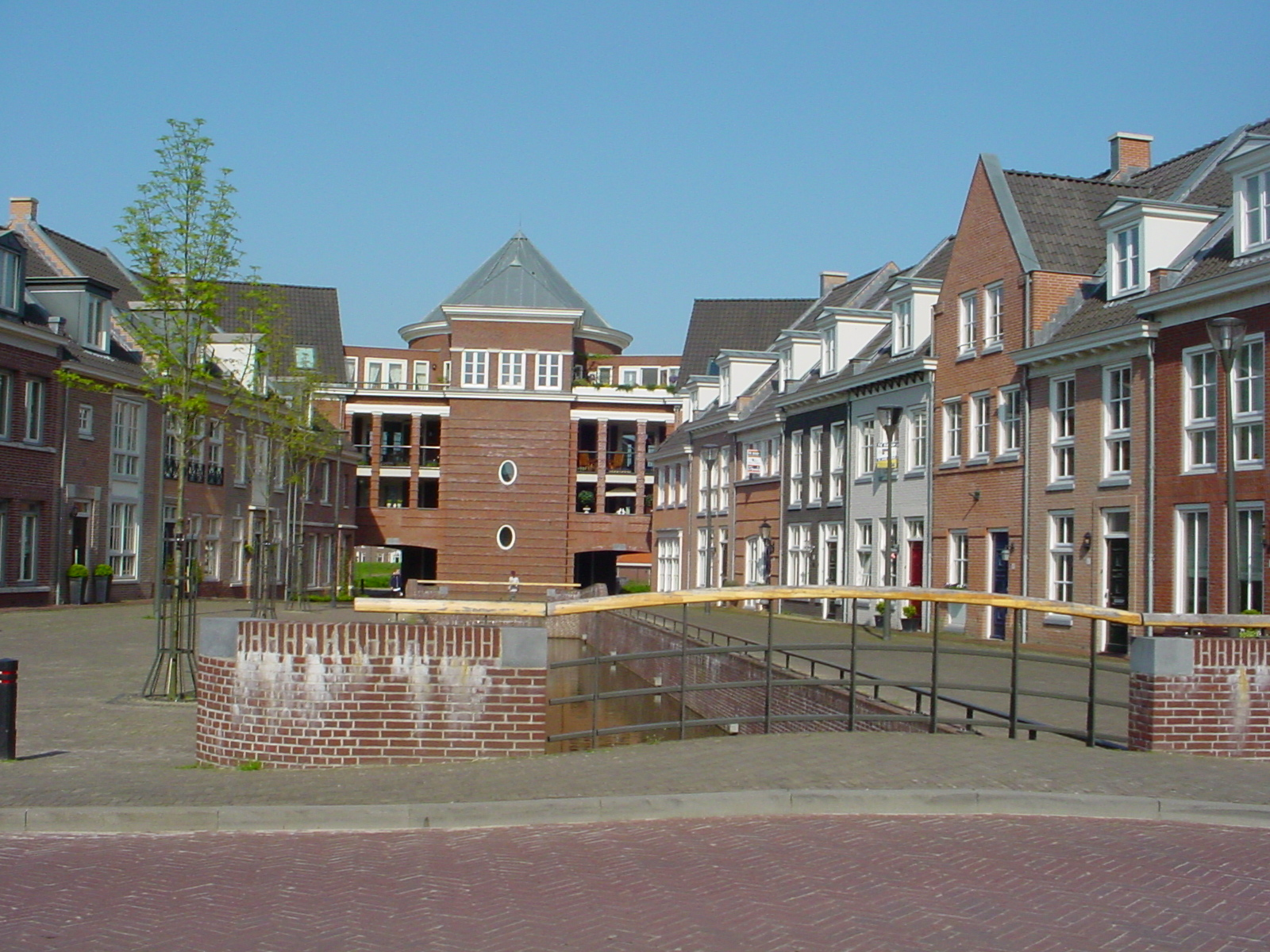
Brandevoort en Helmond, Países Bajos

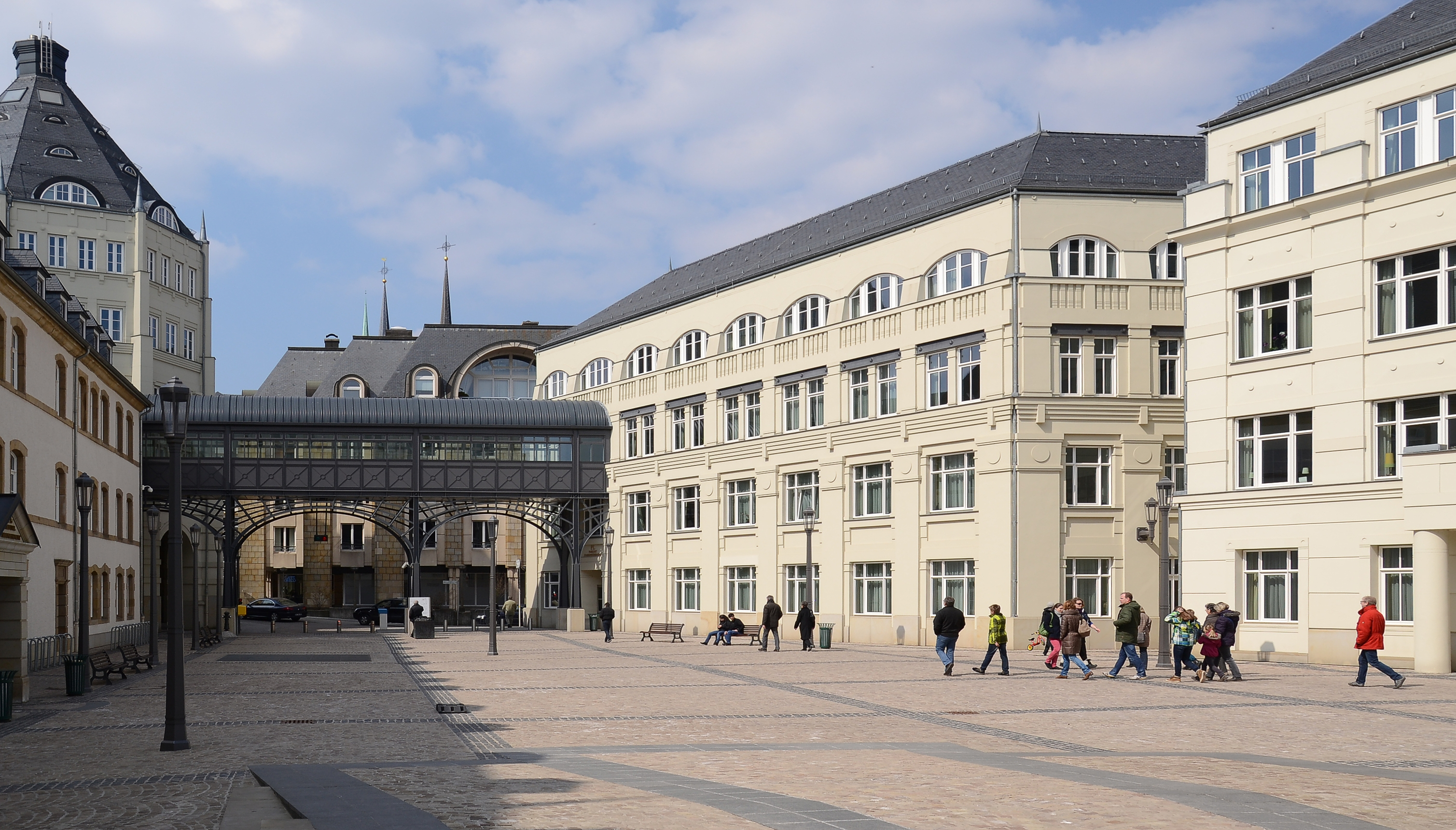
Ciudad Judicial en la ciudad de Luxemburgo, Luxemburgo

Krier estudió arquitectura en la Universidad Técnica de Múnich entre 1959 y 1964. Tras su graduación, trabajó con Oswald Mathias Ungers en Colonia y Berlín (1965-1966) y con Frei Otto en Berlín y Stuttgart (1967-1970). Fue profesor ayudante en la Escuela de Arquitectura de la Universidad de Stuttgart  entre 1973 y 1975, año en que fue profesor invitado en la École polytechnique fédérale de Lausanne, en Suiza. De 1976 a 1998 fue profesor de arquitectura en la Universidad Técnica de Viena, y en 1996 profesor invitado en la Universidad de Yale, Estados Unidos. 
De 1976 a 1994, Krier tuvo su propio estudio de arquitectura en Viena. Desde 1992 hasta 2004, dirigió una oficina conjunta con Nicolas Lebunetel en Montpellier, Francia. Fundó también en 1993 una oficina con Christoph Kohl en Berlín, que fue más tarde convertida en la firma “Krier ∙ Kohl Gesellschaft von Architekten mbH”", de la que fue asesor principal desde 2010. 
Krier fue conocido internacionalmente por primera vez por su libro Stadtraum de 1975, que fue traducido al inglés con el título Urban Space en 1979, y más tarde reimpreso como Stadtraum / Urban Space, ya en el año  2005.  Krier contribuyó teórica y prácticamente a varios proyectos clave, incluidos Ritterstrasse (1977-1980) y Rauchstrasse (1980) en Berlín, Breitenfurterstrasse en Viena (1981-1987) y Kirchsteigfeld en Potsdam (1992-1997). 

## Publicaciones
- Stadtraum en Theorie und Praxis (1975), Karl Krämer, Stuttgart. Traducido al inglés, francés, italiano, español. Traducción al español: Urban Space (1979), Academy Editions, Londres  Rob Leon Krier
- Proyectos urbanos 1968-1982 (1982), Rizzoli International
- Sobre la arquitectura (1982), Academy Editions, Londres
- Composición arquitectónica (1988), Ediciones de la Academia
- La creación de una ciudad. Potsdam-Kirchsteigfeld (1997), con Christoph Kohl, Papadakis Publishers
- Espacios urbanos. Interpretaciones contemporáneas en el urbanismo tradicional (2003), Krier Kohl Architects, Basilea/Berlín/Boston
- Figuras. Un diario ilustrado (2005), Papadakis Publisher, Londres
- Stadtraum / Urban Space (2005), Reimpresión de "Stadtraum in Theorie und Praxis" (1975) / "Urban Space" (1979), Umbau-Verlag Solingen
- Cité Judiciaire Luxemburgo 1991-2008 (2010), Edición Axel Menges, Stuttgart/Londres

## Reconocimientos
- Medalla Atenea del Congreso del Nuevo Urbanismo, 2009
- Premio Driehaus de Arquitectura, 2022